# Gouvernement de Gibraltar

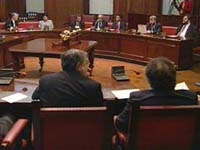
Le Parlement de Gibraltar en session.

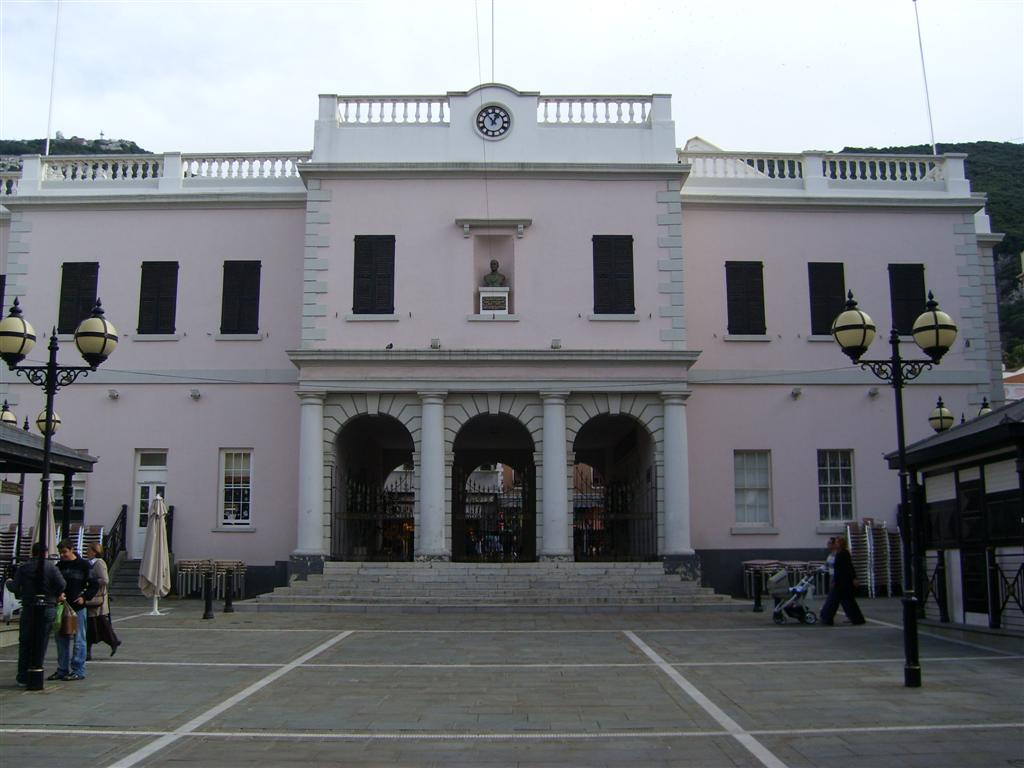
Le bâtiment du Parlement de Gibraltar.

Le Gouvernement de Sa Majesté de Gibraltar est le gouvernement du territoire britannique d'outre-mer de Gibraltar. Le chef du gouvernement est le ministre en chef, nommé par le gouverneur, qui représente le roi du Royaume-Uni.
Des élections ont lieu tous les quatre ans pour élire un Parlement monocaméral composé de 18 membres (17 membres sont élus par un scrutin direct et un membre, le Speaker, est nommé par le Parlement).

## L’exécutif
Le chef du parti majoritaire (ou de la coalition) est nommé ministre en chef en tant que chef de gouvernement par le gouverneur.

## Le législatif
Le Cabinet (conseil des ministres) est généralement formé par 9 des 17 membres élus du Parlement. Les sept membres restants constitue l’opposition (cabinet fantôme).
Les dernières élections se sont tenues le 8 décembre 2011. Les prochaines seront le 8 décembre 2015.

## Conseil des ministres
Le Cabinet élu en 2011:
| Name                | Portefeuille                                                                             |
| ------------------- | ---------------------------------------------------------------------------------------- |
| Fabian Picardo      | Ministre en chef                                                                         |
| Joseph Garcia       | Deputy Chief Ministre                                                                    |
| John Cortes         | Ministre de la santé et de l’environnement                                               |
| Charles Bruzon      | Ministre du logement et des personnes âgées                                              |
| Samantha Sacramento | Ministre pour l’égalité et les services sociaux                                          |
| Gilbert Licudi      | Ministre de l’éducation, des finances, des jeux, des télécommunications et de la justice |
| Joe Bossano         | Ministre de l’entreprise, de la formation et de l’emploi                                 |
| Neil Costa          | Ministre du tourisme, des transports publics et du port                                  |
| Paul Balban         | Ministre de la circulation, de la santé et de la sécurité et des services techniques     |
| Steven Linares      | Ministre des sports, de la culture, Heritage et de la jeunesse                           |